# 윌리엄 템플
윌리엄 템플(영어: Wiliam Temple, 1881년 10월 15일~1944년 10월 26일)은 영국 성공회 주교이다. 캔터베리 대주교로 사목하였다.

## 생애

### 학창시절과 성공회에서의 사목
윌리엄 템플은 1881년 캔터베리 대주교인 프레더릭 템플(Frederick Temple, 1821년~1902년) 주교의 둘째 아들로 태어났다. 럭비고등학교(Rugby School), 발리올 컬리지(Balliol College), 옥스퍼드 대학교에서 수학하였고, 고전과목에서 두 차례 수석을 하였다. 옥스퍼드 퀸스칼리지(Queen's College)에서 1904년부터 1910년까지 철학분야 연구원과 강사를 지냈으며, 1909년 사제 서품을 받았다. 1910년에서 1914년 사이에 렙톤 스쿨(Repton School) 교장을 지냈으며, 1921년 교구의회에서 맨체스터 교구 주교로 선출되었다. 1929년에 요크(york)대교구의 대주교가 되었으며 1932년부터 1933년까지 인문학 강연인 기포드 강연을 하였다.

### 업적
또한 1942년에는 수석 랍비였던 조셉 허츠(Joseph Hertz)와 함께 기독교와 유대교 위원회(the Council for Christians and Jews)를 설립하여 광신적인 반유대주의에 맞섰다. 템플은 1928년 탄광에서 일하는 노동자들과 자본가의 노동쟁의가 일어나자 중재하려고 애쓰는 등 노동계급의 운동을 보호하였고, 부유층들의 지나친 탐욕을 경계하고 사회경제적 취약계층들을 배려하는 경제와 사회개혁을 지지하였다. 노동자 교육 협의회(Workers' Educational Asso-ciation)의 초대 대표(1908~1924)로서 그는 영국 노동당에 가입하였다. 그는 또한 교회 일치 운동인 에큐메니컬 운동에 참여, 1927년 로잔회의(the Lausanne Conference of 1927)에 참석하였고, 1937년 에딘버러(Edinburgh)에 있었던 세계 교회 협의회(the World Conference of Churches)를 추진하는 데 일조하였다. 세계교회협의회 신앙과 직제위원회에서 활동하기도 했다. 1944년 여름 그의 노르망디 방문은 그로 하여금 중세 이후 처음으로 전쟁지역을 방문한 캔터베리 대주교가 되게 하였다. 그는 켄트주의 '웨스트게이트-온-시(Westgate-on-Sea)'에서 1944년 10월 26일에 별세하였다. 그의 시신은 켄트주에 있는 체어링 화장터(Charing Crematorium)에서 화장(火葬)으로 장례를 치렀다. 그는 전 영국 교회사에 걸쳐 화장된 첫 캔터베리 대주교가 되었으며 영국에서뿐만 아니라 기독교인들에게 큰 영향을 주었다. 그의 시신을 화장한 재는 캔터베리 대성당 코로나 남쪽에 묻혔다. 템플은 11세기 후반에서 12세기 초반에 활약한 신학자 성 안셀름 이후 가장 훌륭한 캔터베리 대주교로 간주되기도 한다.

### 저서
명망있는 교사이며 설교자인 윌리엄 템플 대주교의 대표적인 저서는 《기독교인의 시민사회적 책임》(Christianity and Social Order)(1942년)이다. 그 책은 성공회의 사회선교 즉, 기독교 사상에 뿌리를 둔 사회참여와 전쟁후 사회를 재건하는 데 대한 영감을 주는 책으로 즉 복지국가를 설계한 책으로 많이 활용되었다. 그외 저서로는 《교회와 국가》(Church and Nation, 1915년), 《인격적인 종교와 제자로서의 삶》(Personal Religions and the Life of Fellowship, 1926년)", 《기독교와 국가》(Christianity and the State, 1928년), 《자연, 인간 그리고 하느님》(Nature, Men and God, 1934년)", 《노동없는 인간》(Men without Work, 1938년),《교회의 전망》(The Church Looks Forward, 1944년)"가 있다. 그러나 그의 가장 역작은 최근에 출판된 성서 주석인 《요한 복음서 읽기》(1945년, 1952년, 1985년)이다. 안내서와 주석서로서 그것은 그 스스로 사복음서에 있는 예수의 설교와 예수전승(복음서 저자들이 집필자료로 사용한 예수이야기.입에서 입으로 내려져온 구전형태나 기록된 문서형태로 전승되었기 때문에, 예수전승이라고 부른다.)를 깊이있게 조사하여 독자들의 이해를 돕고 있다.

### 어록
| “ | "예배는 우리 본성의 모든 것을 하느님께 순종하게 한다. 그것은 하느님의 거룩하심에 의해 일깨워지는 양심이며, 그분의 진리로 자라는 마음의 양분이며, 그분의 아름다움에 의한 상상의 정화이며, 그분의 사랑에 대한 마음의 열림이며, 하느님의 목적에 의지를 순종하게 한다. 그리고 경탄 속에서 모인 이 모든 것은 인간으로서 우리가 할 수 있는 가장 위대한 표현이다." "Worship is the submission of all of our nature to God. It is the quickening of conscience by His holiness, nourishment of mind by His truth, purifying of imagination by His beauty, opening of the heart to His love, and submission of will to His purpose. And all this gathered up in adoration is the greatest of human expressions of which we are capable." | ” |

| “ | 하느님에 대한 잘못된 믿음을 가진 기독교인보다 무신론을 주장하는 사람이 낫다. | ” |